# Hl. Dreifaltigkeit (Schortens)

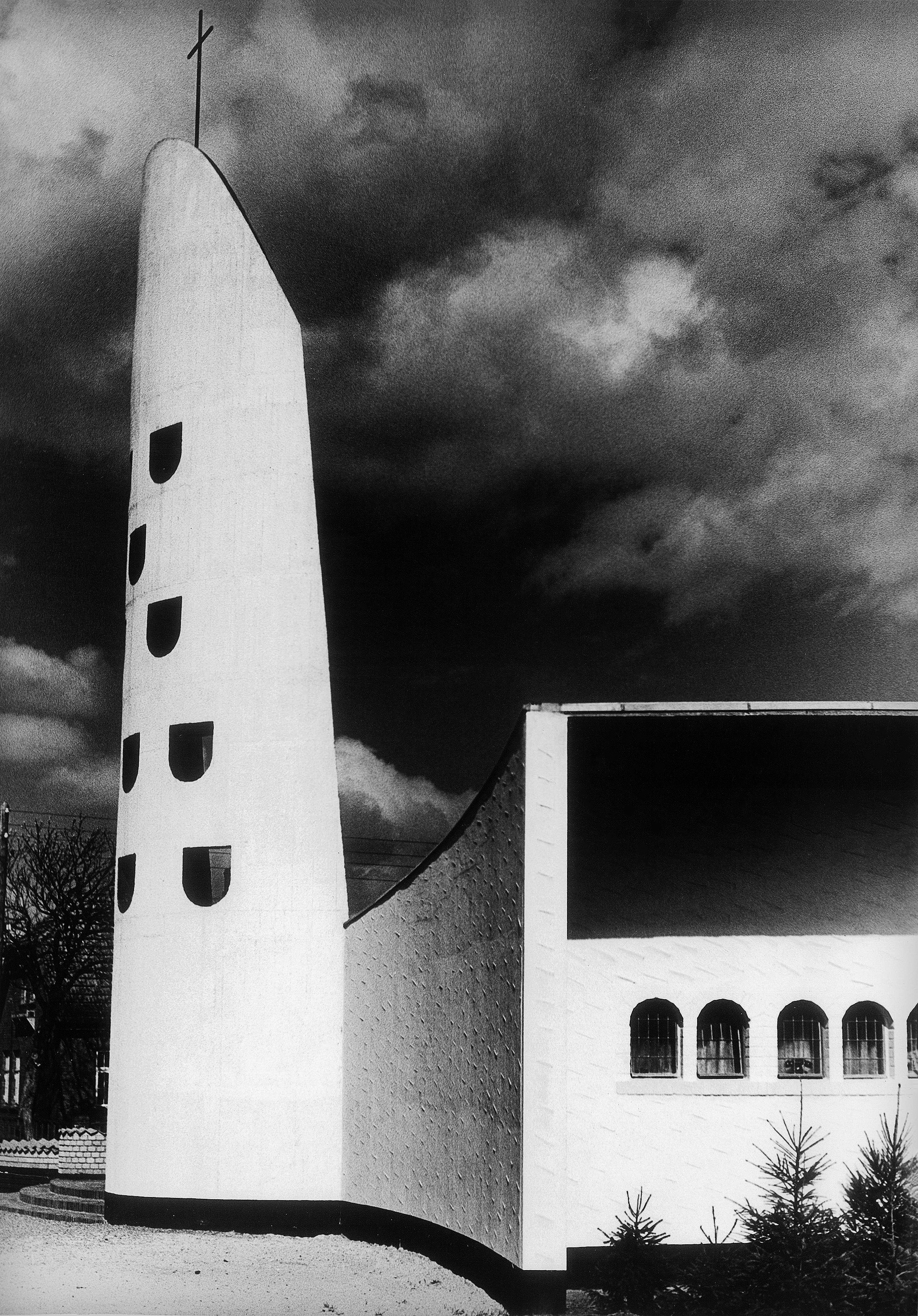
Dreifaltigkeitskirche in Schortens-Heidmühle

Heilige Dreifaltigkeit ist eine römisch-katholische Filialkirche der Pfarrei St. Benedikt Jever-Schortens-Wangerland und steht in der niedersächsischen Stadt Schortens im Ortsteil Heidmühle. Das nach der Dreifaltigkeit, einer Glaubenswahrheit der katholischen Kirche, benannte Gotteshaus gehört zum Dekanat Wilhelmshaven im Bistum Münster. Das Gebäude ist eine Saalkirche im Stil der Moderne und bietet 200 Gläubigen Platz.

## Geschichte
Im Jeverland lebten nach der Reformation im 16. Jahrhundert nur wenige Katholiken. Bis 1945 kamen in Schortens auf ca. 2.000 Einwohner nur 4 Christen katholischen Glaubens. Die Einwohnerzahl der Kleinstadt wuchs nach dem Zweiten Weltkrieg vor allem wegen der vielen Vertriebenen aus Schlesien stark an. In der Nachkriegszeit feierten etwa 30 Katholiken mit Pfarrer Neumann (aus Lomnitz) regelmäßige Gottesdienste in einer ehemaligen Kinobaracke der Wehrmacht. Weil im Herbst 1946 immer mehr Vertriebenentransporte aus Schlesien eintrafen, wurden die sonntäglichen Gottesdienste in die evangelische St.-Stephanus-Kirche (Schortens) verlegt. Wegen des Priestermangels konnte ab 1954 die hl. Messe der Diasporaaußenstelle Schortens-Heidmühle nur noch zweimal im Monat stattfinden.
1957 erhielt Pater Johannes van der Pluijm, Herz-Jesu-Priester aus Rotterdam, den Seelsorgeauftrag für die etwa 300 Katholiken in Schortens. Aufgrund seines Engagements für ein eigenes Gotteshaus erfolgte am 1. Adventssonntag 1957 die Segnung des Grundsteins und am 10. August 1958 die Benediktion der nach den Plänen des Architekten Ludger Sunder-Plaßmann (Cloppenburg) gebauten Dreifaltigkeitskirche durch den Bischöflichen Offizial Heinrich Grafenhorst aus Vechta.
1971 entstand aus der Seelsorgestelle Schortens-Heidmühle ein selbstständiges Pfarrrektorat mit ca. 1.000 Gläubigen. Das Gotteshaus wurde 1988 von Armin Sopp (Schortens) stark erweitert und verändert. Die Weihe des modernen Kirchengebäudes mit Betondach und separatem Glockenturm erfolgte am 27. November 1988 durch Weihbischof Max Georg Freiherr von Twickel. Am 15. März 1994 wurde die Dreifaltigkeitsgemeinde Schortens-Heidmühle eine selbstständige Pfarrei.
Wegen des Priestermangels entstand am 3. Juni 2007 durch Fusion die neue Pfarrei St. Benedikt Jever-Schortens-Wangerland mit der Hauptkirche St. Marien (Jever) sowie mit den Filialkirchen Hl. Dreifaltigkeit (Schortens), St. Marien (Schillig) und St. Ansgar (Hooksiel).
Am 1. Januar 2024 schlossen sich die Pfarreien St. Benedikt (Jever), St. Willehad (Nordenham), St. Marien (Brake), St. Bonifatius (Varel), St. Willehad (Wangerooge) sowie St. Willehad (Wilhelmshaven) zusammen zum Katholischen Kirchengemeindeverband „Pastoraler Raum Wilhelmshaven“.

## Glocken
Im Turm der Dreifaltigkeitskirche hängen zwei Bronzeglocken, die 1958 von Feldmann & Marschel (Münster) gegossen wurden. Die große Glocke war von der Liebfrauengemeinde (FrankfurtM.) und die kleine Glocke von der Gemeinde St. Marien (Oythe) gestiftet worden.

## Orgel
Als Ersatz für ein Harmonium wurde 1983 eine elektronische Orgel für die Dreifaltigkeitskirche angeschafft. 1988 erfolgte der Einbau der gebrauchten Pfeifenorgel (II+P/15), die 1960 von Alfred Führer (Wilhelmshaven) für die evangelische Inselkirche Langeoog gebaut worden war. Die Firma Martin Wurm (Neustadtgödens) führte 2007 eine Reinigung und Überholung des Instruments durch. Nach unsachgemäßen Heizungsarbeiten musste die Orgel 2009 von derselben Firma erneut gereinigt werden. 2014 gab es eine Generalüberholung durch den Ostfriesischen Orgelservice (Wiesmoor).
Das Instrument von Alfred Führer besitzt ein Rückpositiv (C - f3), ein Hauptwerk (C - f3) und ein Pedal (C - f1). Die Schleifladen-Orgel hat 15 Register. Die Spieltraktur und die Registertraktur sind mechanisch.